# Acrolophus damina
Acrolophus damina är en fjärilsart som beskrevs av Walsingham 1915. Acrolophus damina ingår i släktet Acrolophus och familjen Acrolophidae. Inga underarter finns listade i Catalogue of Life.